# Rhipidogyra
Genre
Rhipidogyra est un genre éteint de coraux durs de la famille des Rhizangiidae.

## Liste d'espèces
Selon World Register of Marine Species (23 mars 2016), le genre Rhipidogyra comprend les espèces suivantes :
- Rhipidogyra daniana Milne Edwards & Haime, 1848
- Rhipidogyra plicata Milne Edwards & Haime, 1848